# V-Nasty
Vanessa Renee Reece (Oakland, Kalifornija, SAD, 11. studenog 1990.), bolje poznata po svom umjetničkom imenu V-Nasty je američka reperica i spisateljica tekstova. Svoju glazbenu karijeru je započela 2010. godine, a tek sljedeće godine je objavila miksani album Don't Bite Just Taste, te album BAYTL zajedno s Guccijem Maneom. Godine 2012. je objavila drugi miksani album Doin' Number$.

## Diskografija

### Zajednički albumi
- BAYTL (2011.)

### Miksani albumi
- Don't Bite Just Taste (2011.)
- Doin' Number$ (2012.)

## Vanjske poveznice
- V-Nasty na Twitteru